# Deportes Tolima

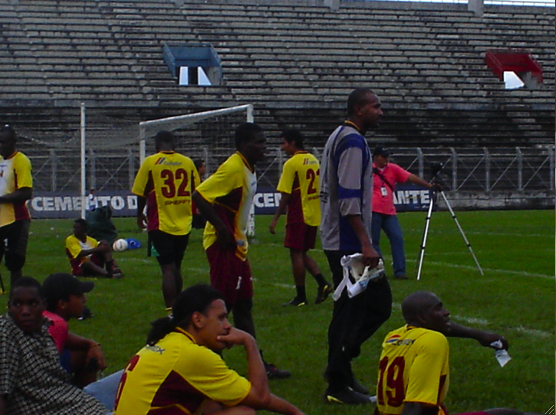
Trénink klubu Tolima

Deportes Tolima, celým názvem Club Deportes Tolima S.A. či obecně nazýván jako Tolima, je kolumbijský fotbalový tým, který sídlí v městě Ibagué v regionu Tolima.
Klub soutěží v nejvyšší kolumbijské fotbalové lize s názvem Categoría Primera A. Klub byl založen 18. prosince 1954. Domovským stadiónem je Manuel Murillo Toro s kapacitou 36 000 osob. Klub dokázal ve své historii třikrát vyhrát kolumbijskou nejvyšší ligu v letech 2003, 2018 a 2021. Kromě toho má dalších 6 neúspěšných finálových účastí a v roce 2014 opanoval i kolumbijský pohár (Copa BetPlay Dimayor) a v roce 2022 kolumbijskou Superligu (Superliga BetPlay Dimayor).